# 최은규
최은규(崔殷奎, 2005년 3월 19일 ~ )는 대한민국의 바둑 기사이다.

## 약력
2005년 서울에서 태어났고 7세경에 바둑에 입문했다. 2016년 맑은샘배 초등최강부와 전주한옥마을배 초등최강부 등 여러 어린이대회에서 우승했다. 양천대일 바둑도장에서 이용수 사범의 지도를 받았다. 2017년 2월부터 한국기원 연구생으로 활동하며 입단을 준비했고, 2019년 제10회 지역영재 입단대회을 통해 정우진, 김영광과 함께 입단했다. 실리형의 바둑을 둔다. 2021년 2단을 거쳐 2023년에 3단으로 승단했다.